# Olof Lagercrantz

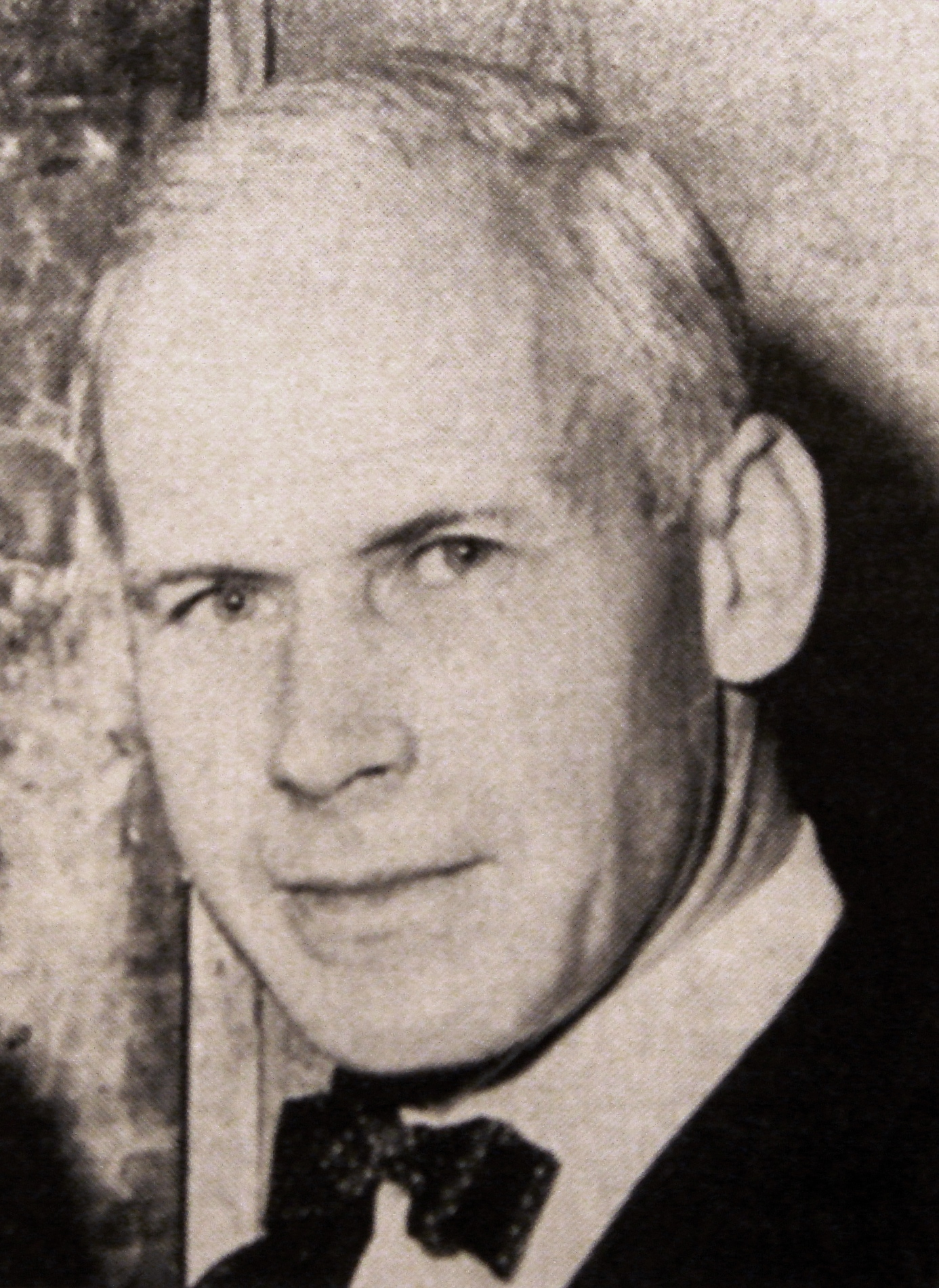
Olof Lagercrantz

Olof Gustaf Hugo Lagercrantz (* 10. März 1911 in Stockholm; † 23. Juli 2002 in Drottningholm) war ein schwedischer Schriftsteller, Publizist und Kritiker. Im schwedischen Literaturbetrieb spielte er eine herausragende Rolle, besonders während seiner Zeit als Chefredakteur der Dagens Nyheter (1960–1975).
Im Herbst 1970 reiste Lagercrantz auf Einladung der kommunistischen Regierung durch die Volksrepublik China. Über diesen Aufenthalt schrieb er zwischen November 1970 und Februar 1971 fünfzehn Artikel, die später auch in deutscher Übersetzung als Sammelband bei Suhrkamp veröffentlicht wurden.
Die Schauspielerin Marika Lagercrantz und der Autor David Lagercrantz sind seine Kinder.

## Ins Deutsche übersetzte Schriften
- Vom Leben auf der anderen Seite. Ein Buch über Emanuel Swedenborg, Frankfurt am Main: Suhrkamp, 1997
- Marcel Proust oder vom Glück des Lesens.  Frankfurt am Main, Suhrkamp 1997, Neuauflage 2002, ISBN 3-518-22249-X
- Dante und die Göttliche Komödie, Frankfurt am Main: Insel, 1997
- Reise ins Herz der Finsternis. Eine Reise mit Joseph Conrad, Frankfurt am Main: Insel, 1988
- Die Kunst des Lesens und des Schreibens, Frankfurt am Main: Suhrkamp, 1988
- Mein erster Kreis, Frankfurt am Main: Insel, 1984
- Strindberg, Frankfurt am Main: Suhrkamp, 1980
- Versuch über die Lyrik der Nelly Sachs, Frankfurt am Main: Suhrkamp, 1967
- Von der Hölle zum Paradies, Frankfurt am Main: Insel, 1965
- China-Report, Frankfurt am Main: Suhrkamp, 1971